# Yves Meyer
Yves F. Meyer (Tunísia, 19 de juliol de 1929 -) és un matemàtic francès, premi Abel per les seves contribucions al coneixement i desenvolupament de la teoria de l'Ondeta.

## Biografia
Va ser un antic alumne del liceu Carnot de Tunísia, premiat en el concurs general de grec i matemàtiques. Es va educar a la Universitat d'Estrasburg i es va doctorar en 1966 amb una tesi supervisada per Jean-Pierre Kahane. Va ser professor de la Universitat París-Dauphine i la École Polytechnique (1980–1986). Va ser triat membre de l'Acadèmia de Ciències el 15 de novembre de 1993. Va ser membre sènior de l'Institut Universitari de França en 1991 per un període de cinc anys. Va ser professor convidat del Conservatoire National des Arts et Métiers (2000) i actualment és professor emèrit de l'Escola Normal Superior de Cachan. Va guanyar en 2010 el premi Gauss per les seves fonamentals contribucions a la teoria de nombres, teoria dels operadors i anàlisi harmònica, i pel seu paper en el desenvolupament de les ondetes i l'anàlisi multirresolució. També va rebre en 2017 el premi Abel “pel seu paper fonamental en el desenvolupament de la teoria matemàtica de les ondetes.”

## Obres
- Nombres de Pisot, Nombres de Salem et Analyse Harmonique, Springer-Verlag, 1970.
- Algebraic numbers and harmonic analysis, North-Holland, 1972.
- Wavelets and Operators, Cambridge University Press, 1992.
- Amb Ronald Coifman: Ondelettes et opérateurs, Paris, Hermann 1990, 1991
- Amb Ronald Coifman: Wavelets. Calderón-Zygmund and Multilinear Operators, Cambridge University Press 1997
- Amb Stephane Jaffard, Robert Ryan: Wavelets – tools for science and technology, SIAM, 2001
- Wavelets – algorithms and applications, SIAM, 1993
- Oscillating Patterns in Image Processing and Nonlinear Evolution quations, American Mathematical Society, 2001

## Premis i reconeixements
- Premi Salem 1970
- Membre de la Académie des Sciences des de 1993.
- Professor convidat al'ICM en 1970 a Niça, in 1983 a Varsòvia, i en 1990 a Kyoto.
- En 2010, Yves Meyer va rebre el Premi Carl Friedrich Gauss.
- En 2012 va ser nomenat fellow de la Societat Matemàtica Americana.
- En 2017 va ser guardonat amb el Premi Abel